# Gran Premio di Singapore 2016
Il Gran Premio di Singapore 2016 è stata la quindicesima prova della stagione 2016 del campionato mondiale di Formula 1. La gara, corsa domenica 18 settembre 2016 sul circuito di Singapore, è stata vinta dal tedesco Nico Rosberg su Mercedes, al suo ventiduesimo successo in carriera. Rosberg ha preceduto sul traguardo l'australiano Daniel Ricciardo su Red Bull Racing-TAG Heuer ed il suo compagno di squadra, il britannico Lewis Hamilton.

## Vigilia

### Sviluppi futuri
La compagnia statunitense Liberty Media acquista, per 8 miliardi di dollari, i diritti sul campionato dalla CVC. La Liberty Media opera nel campo dei mezzi di informazione ed è di proprietà di John Malone. L'acquisto verte sulla maggioranza delle azioni della Delta Topco, che possiede i diritti dei gran premi, anche se per il momento è stato ceduto solo il 17,8% della società, con la restante parte che verrà ceduta solo nel primo trimestre del 2017. Alla CVC resterà una quota del 24,7% e otterrà una rappresentanza all'interno del consiglio d'amministrazione della Liberty Media. Chase Carey, attuale vice presidente della 21st Century Fox, sarà il nuovo presidente della Formula 1 mentre Bernie Ecclestone continuerà ad essere l’amministratore delegato.
Nella settimana seguente al Gran Premio d'Italia, le nuove gomme della Pirelli, pensate per il 2017, vengono testate dalla Ferrari sul Circuito di Barcellona e dalla Mercedes sul Circuito Paul Ricard.

### Aspetti tecnici
Per questa gara la Pirelli, fornitrice unica degli pneumatici, porta pneumatici di mescola morbida, supermorbida e ultramorbida. Un set supplementare di quest'ultimo tipo di gomme viene fornito ai piloti che accedono alla Q3, e che andrà restituito al termine delle qualifiche.
La FIA stabilisce due zone ove i piloti possono attivare il Drag Reduction System: il primo è posto sul Raffles Boulevard, con punto per la determinazione del distacco fra piloti stabilito alla curva 4; la seconda zona è fissata sul rettilineo dei box, e detection point indicato prima della curva 22.
La Renault rimonta sulla vettura di Kevin Magnussen il propulsore che era presente sulla monoposto danneggiata nell'incidente accorso nel Gran Premio del Belgio. Sempre la casa francese porta in pista una nuova versione del propulsore, che comporta l'utilizzo di tre "gettoni" di sviluppo. Nella prima giornata di prove però tale nuova versione della power unit è montata solo sulla Red Bull di Max Verstappen (anche se ufficialmente il motore, su tale vettura, è denominato TAG Heuer). Gli interventi, oggetto dell'evoluzione, riguardano la camera di combustione del motore termico, il turbo e i due motori elettrici. È stato annunciato che tale versione verrà montata, nella seconda giornata di prove, anche sulle altre vetture rifornite dalla Renault, ovvero l'altra Red Bull, e le due vetture costruite in proprio.
La Total, che rifonisce di carburante la Red Bull Racing e la Renault, introduce, da questa gara, una nuova specifica della benzina, che porta a un miglioramento dei tempi sul giro, stimato in quasi due decimi.

### Aspetti sportivi
Mark Blundell è nominato commissario aggiunto, dalla Federazione, per questa gara. L'ex pilota di F1 ha già svolto in passato tale funzione, l'ultima al Gran Premio di Cina 2015.
Nico Rosberg e la Scuderia Toro Rosso festeggiano il loro duecentesimo gran premio in Formula 1.

## Prove

### Resoconto
Le due Red Bull comandano la classifica dei tempi, nella prima sessione del venerdì. Max Verstappen precede di pochi millesimi il compagno di scuderia Daniel Ricciardo, e di circa mezzo secondo Sebastian Vettel, su Ferrari. Le due vetture anglo austriache hanno ottenuto il tempo utilizzando la mescola ultrasoft, mentre le Mercedes, che hanno chiuso col quarto e quinto tempo, hanno privilegiato l'utilizzo della mescola soft, ottenendo comunque dei rilievi cronometrici molto interessanti. Nico Rosberg è stato autore di un errore alla curva 18, con la sua vettura che è finita contro le barriere: il tedesco ha comunque potuto riportare la vettura al box. Problemi tecnici, invece, hanno limitato i giri effettuati da Kimi Räikkönen, che ha chiuso col settimo tempo.
Nella sessione tre piloti hanno testato nuovamente l'Halo, il dispositivo pensato dalla FIA per la protezione della testa del pilota: oltre a Lewis Hamilton, anche Nico Hülkenberg e Fernando Alonso. Il tedesco non si è limitato a un solo giro, ma ha provato l'apparecchiatura più tornate. Hamilton si è detto disponibile a testare questo dispositivo per un intero gran premio, evidenziando come venga limitata solo la vista dell'alettone posteriore, mentre è stato più critico Alonso, che ha sottolineato la difficoltà a entrare e uscire rapidamente dell'abitacolo.
Romain Grosjean non ha ottenuto tempi validi, bloccato ai box da un guasto alla batteria.
Nico Rosberg, grazie all'uso delle mescole più morbide, quelle ultrasoft, fa segnare il miglior tempo nella seconda sessione. Il tedesco ha preceduto, di due decimi Kimi Räikkönen, e di quasi quattro Verstappen. L'altro pilota della Mercedes, Hamilton, nel suo tentativo più rapido, è rimasto staccato di oltre un secondo dal tempo del suo compagno di team e, inoltre, ha dovuto interrompere la sua simulazione di gara per un problema idraulico. Dopo i problemi tecnici della prima sessione Grosjean ha colpito col posteriore della monoposto le barriere, distruggendo l'ala posteriore. Vari piloti hanno commesso degli errori, come Daniel Ricciardo, autore di un testacoda, o gli spagnoli Fernando Alonso e Carlos Sainz Jr., che hanno toccato le barriere. Il pilota della McLaren ha dovuto poi, anzitempo, interrompere le prove per un guaio tecnico al cambio della sua vettura.
La sessione del sabato è presto interrotta per un incidente di Pascal Wehrlein; la necessità di ripulire il tracciato costringe la direzione di gara a esporre le bandiere rosse. Successivamente le due Mercedes prendono il comando della sessione, ancora prima di montare gli pneumatici ultramorbidi. Quando le vetture tedesche passano a questo tipo di coperture abbassando ancora il tempo, con Nico Rosberg, mentre Hamilton commette un errore alla curva 7, che ne rovina la prestazione. Al secondo posto della graduatoria si piazza Max Verstappen, seguito da Kimi Räikkönen: i tre sono separati da mezzo secondo. Più problemi, invece, di stabilità della monoposto, per Sebastian Vettel.

### Risultati
Nella prima sessione del venerdì si è avuta questa situazione: 
| Pos | Nº | Pilota           | Costruttore               | Tempo    | Gap    | Giri |
| --- | -- | ---------------- | ------------------------- | -------- | ------ | ---- |
| 1   | 33 | Max Verstappen   | Red Bull Racing-TAG Heuer | 1'45"823 |        | 25   |
| 2   | 3  | Daniel Ricciardo | Red Bull Racing-TAG Heuer | 1'45"872 | +0"049 | 27   |
| 3   | 5  | Sebastian Vettel | Ferrari                   | 1'46"287 | +0"464 | 22   |

Nella seconda sessione del venerdì si è avuta questa situazione: 
| Pos | Nº | Pilota         | Costruttore               | Tempo    | Gap    | Giri |
| --- | -- | -------------- | ------------------------- | -------- | ------ | ---- |
| 1   | 6  | Nico Rosberg   | Mercedes                  | 1'44"152 |        | 34   |
| 2   | 7  | Kimi Räikkönen | Ferrari                   | 1'44"427 | +0"275 | 34   |
| 3   | 33 | Max Verstappen | Red Bull Racing-TAG Heuer | 1'44"532 | +0"380 | 29   |

Nella sessione del sabato si è avuta questa situazione: 
| Pos | Nº | Pilota         | Costruttore               | Tempo    | Gap    | Giri |
| --- | -- | -------------- | ------------------------- | -------- | ------ | ---- |
| 1   | 6  | Nico Rosberg   | Mercedes                  | 1'44"352 |        | 15   |
| 2   | 33 | Max Verstappen | Red Bull Racing-TAG Heuer | 1'44"411 | +0"059 | 15   |
| 3   | 7  | Kimi Räikkönen | Ferrari                   | 1'44"860 | +0"508 | 15   |

## Qualifiche

### Resoconto
Le due Mercedes utilizzano immediatamente le gomme ultrasoft, al fine di far segnare subito un tempo sufficiente per la qualificazione, senza dover proseguire nella prima fase. Sebastian Vettel, invece, è limitato da un grosso problema tecnico, alla barra antirollio. Ciò lo porta a perdere l'ultima parte della Q1, e a essere eliminato. A fianco del tedesco, non passano alla seconda fase anche le due Manor, le due Renault e Felipe Nasr, mentre Marcus Ericsson ottiene un tempo valido per il passaggio del turno, solo negli ultimi istanti della sessione. Daniel Ricciardo ottiene il tempo migliore della Q1.
Le Mercedes sono le più rapide nella seconda fase, optando ancora per gomme ultrasoft, mentre le Red Bull Racing utilizzano le supersoft, che saranno anche le gomme con cui inizieranno la gara della domenica. A pochi secondi dal termine della Q2 Romain Grosjean termina, con la sua vettura, contro le barriere: la sessione viene interrotta per la necessità di sistemare le protezioni. Oltre al francese, non passano alla terza fase, nemmeno Ericsson, l'altra Haas di Esteban Gutiérrez, Jenson Button (anche lui sfiora un muretto nel corso della sessione), e le due Williams.
Dopo un ritardo di circa dieci minuti inizia la fase decisiva, con Nico Rosberg che ottiene, al primo tentativo, subito un tempo imbattibile, in 1'42"584. Dietro a lui si piazzano Lewis Hamilton, poi Kimi Räikkönen, e le due Red Bull Racing. Hamilton commette un errore nel secondo tentativo, mentre le due vetture angloaustriache migliorano i loro tempi, con Ricciardo che agguanta la prima fila, e Verstappen che scavalca Räikkönen. Rosberg ottiene la ventinovesima pole position nel mondiale, la centocinquantesima per la Mercedes quale motorista.
Al termine della sessione Sergio Pérez è penalizzato di otto posizioni sulla griglia di partenza e di tre punti sulla Superlicenza, per non aver rispettato il regime di bandiere gialle, nel corso della Q2. Cinque posizioni sono attribuite per non aver rallentato, tre per aver effettuato un sorpasso. Romain Grosjean è penalizzato di 5 posizioni sulla griglia di partenza, per aver sostituito il cambio, sulla sua vettura.
Sebastian Vettel sostituisce cambio, ICE, turbocompressore e MGU-H. Ciò comporta una penalizzazione di 25 posizioni sulla griglia di partenza, che però rimane teorica, partendo il tedesco comunque dalla ventiduesima, e ultima posizione. La FIA, invece, nega la possibilità, richiesta dalla Red Bull Racing, di sostituire la frizione della monoposto di Max Verstappen, senza incorrere in penalizzazioni sulla griglia di partenza.

### Risultati
Nella sessione di qualifica si è avuta questa situazione:
| Pos                         | Nº | Pilota            | Costruttore               | Q1       | Q2       | Q3       | Griglia |
| --------------------------- | -- | ----------------- | ------------------------- | -------- | -------- | -------- | ------- |
| 1                           | 6  | Nico Rosberg      | Mercedes                  | 1'45"316 | 1'43"020 | 1'42"584 | 1       |
| 2                           | 3  | Daniel Ricciardo  | Red Bull Racing-TAG Heuer | 1'44"255 | 1'43"933 | 1'43"115 | 2       |
| 3                           | 44 | Lewis Hamilton    | Mercedes                  | 1'45"167 | 1'43"471 | 1'43"288 | 3       |
| 4                           | 33 | Max Verstappen    | Red Bull Racing-TAG Heuer | 1'45"036 | 1'44"112 | 1'43"328 | 4       |
| 5                           | 7  | Kimi Räikkönen    | Ferrari                   | 1'44"964 | 1'44"159 | 1'43"540 | 5       |
| 6                           | 55 | Carlos Sainz Jr.  | STR-Ferrari               | 1'45"499 | 1'44"493 | 1'44"197 | 6       |
| 7                           | 26 | Daniil Kvjat      | STR-Ferrari               | 1'45"291 | 1'44"475 | 1'44"469 | 7       |
| 8                           | 27 | Nico Hülkenberg   | Force India-Mercedes      | 1'46"081 | 1'44"737 | 1'44"479 | 8       |
| 9                           | 14 | Fernando Alonso   | McLaren-Honda             | 1'45"373 | 1'44"653 | 1'44"553 | 9       |
| 10                          | 11 | Sergio Pérez      | Force India-Mercedes      | 1'45"204 | 1'44"703 | 1'44"582 | 17      |
| 11                          | 77 | Valtteri Bottas   | Williams-Mercedes         | 1'46"086 | 1'44"740 | N.D.     | 10      |
| 12                          | 19 | Felipe Massa      | Williams-Mercedes         | 1'46"056 | 1'44"991 | N.D.     | 11      |
| 13                          | 22 | Jenson Button     | McLaren-Honda             | 1'45"262 | 1'45"144 | N.D.     | 12      |
| 14                          | 21 | Esteban Gutiérrez | Haas-Ferrari              | 1'45"465 | 1'45"593 | N.D.     | 13      |
| 15                          | 8  | Romain Grosjean   | Haas-Ferrari              | 1'45"609 | 1'45"723 | N.D.     | 20      |
| 16                          | 9  | Marcus Ericsson   | Sauber-Ferrari            | 1'46"427 | 1'47"827 | N.D.     | 14      |
| 17                          | 20 | Kevin Magnussen   | Renault                   | 1'46"825 | N.D.     | N.D.     | 15      |
| 18                          | 12 | Felipe Nasr       | Sauber-Ferrari            | 1'46"860 | N.D.     | N.D.     | 16      |
| 19                          | 30 | Jolyon Palmer     | Renault                   | 1'46"960 | N.D.     | N.D.     | 18      |
| 20                          | 94 | Pascal Wehrlein   | Manor-Mercedes            | 1'47"667 | N.D.     | N.D.     | 19      |
| 21                          | 31 | Esteban Ocon      | Manor-Mercedes            | 1'48"296 | N.D.     | N.D.     | 21      |
| 22                          | 5  | Sebastian Vettel  | Ferrari                   | 1'49"116 | N.D.     | N.D.     | 22      |
| Tempo limite 107%: 1'51"552 |    |                   |                           |          |          |          |         |

In grassetto sono indicate le migliori prestazioni in Q1, Q2 e Q3.

## Gara

### Resoconto
Romain Grosjean non prende parte alla gara per un problema tecnico alla sua Haas.
Al via c'è un contatto tra Carlos Sainz Jr. e Nico Hülkenberg, col tedesco che termina contro il muretto. La direzione di gara invia in pista la Safety Car, per consentire la pulizia della pista. La classifica vede al comando il poleman Nico Rosberg, seguito da Daniel Ricciardo, Lewis Hamilton, Kimi Räikkönen, Fernando Alonso, poi le due Toro Rosso.
Al settimo giro, a seguito di una segnalazione dei commissari, Sainz è costretto al box per levare un pezzo della carrozzeria che pende pericolosamente dalla vettura. Al giro tredici va alla sosta Max Verstappen, che era scalato settimo, e monta gomma supersoft. Nei giri seguenti è il turno per Fernando Alonso, poi, nel giro 15 Daniel Ricciardo, Lewis Hamilton e Daniil Kvjat. L'australiano opta per le supersoft, mentre il britannico monta gomme soft. Al giro sedici tocca a Nico Rosberg (soft), mentre al giro 17 Kimi Räikkönen passa alle supersoft. La graduatoria, per le prime quattro posizioni, non muta, con Rosberg che precede Ricciardo, Hamilton e Räikkönen. Quinto è Sergio Pérez, mentre sesto è Sebastian Vettel; entrambi non hanno ancora effettuato il loro primo cambio gomme.
Il tedesco si ferma al giro 24, passando alle ultrasoft, mentre Pérez attende il giro seguente. Vettel passa, in un solo colpo, sia Esteban Gutiérrez e Carlos Sainz Jr., e rientra in zona punti, al decimo posto. Al ventottesimo giro Verstappen, non riuscendo a sorpassare Kvjat, effettua la seconda sosta. Poco dopo sosta anche per Massa; ciò permette a Vettel di scalare in ottava posizione.
Verstappen passa Pérez, al giro 31, e conquista la decima piazza. Ancora un giro e Vettel ha la meglio anche su Kevin Magnussen, mentre i battistrada iniziano con le seconde soste. Intanto Raikkonen, al giro 32, aveva passato Lewis Hamilton, sfruttando un errore del britannico.
La classifica, dopo i pit stop, vede al comando Nico Rosberg, che precede Daniel Ricciardo, Kimi Räikkönen, Lewis Hamilton, poi Sebastian Vettel che ha sorpassato anche Daniil Kvjat. Al giro 38 Verstappen passa Magnussen, poi, grazie alla sosta di Kvjat, scala sesto.
Al quarantaduesimo passaggio Vettel monta le ultrasoft, e scende in sesta posizione, ma riguadagna la quinta piazza, dopo la sosta di Verstappen, al giro 44. Sosta anche per Hamilton, al giro 45. Kimi Räikkönen segue la strategia del britannico, rientra ai box il giro seguente ma, al momento del rientro in pista, si trova dietro al pilota della Mercedes. Verstappen passa, al giro 48, sia Pérez che Kvjat, ed è settimo.
Anche Ricciardo monta gomme nuove, nel tentativo di riprendere Rosberg, che invece decide di proseguire fino a fine gara con le gomme attuali. L'australiano riduce di tre secondi al giro la distanza dal tedesco, mentre Räikkönen si avvicina a Hamilton.
Max Verstappen guadagna il sesto posto, passando Alonso, mentre né Ricciardo né Räikkönen riescono a impensierire i due piloti della Mercedes, anche se Ricciardo chiude la gara a soli quattro decimi da Rosberg. Il tedesco conquista il ventiduesimo successo nel mondiale, e si riporta in testa al mondiale.

### Risultati
I risultati del Gran Premio sono i seguenti:
| Pos | Nº | Pilota            | Costruttore          | Giri | Tempo/Ritiro               | Griglia | Punti |
| --- | -- | ----------------- | -------------------- | ---- | -------------------------- | ------- | ----- |
| 1   | 6  | Nico Rosberg      | Mercedes             | 61   | 1h55'48"950                | 1       | 25    |
| 2   | 3  | Daniel Ricciardo  | Red Bull-TAG Heuer   | 61   | +0"488                     | 2       | 18    |
| 3   | 44 | Lewis Hamilton    | Mercedes             | 61   | +8"038                     | 3       | 15    |
| 4   | 7  | Kimi Räikkönen    | Ferrari              | 61   | +10"219                    | 5       | 12    |
| 5   | 5  | Sebastian Vettel  | Ferrari              | 61   | +27"694                    | 22      | 10    |
| 6   | 33 | Max Verstappen    | Red Bull-TAG Heuer   | 61   | +1'11"197                  | 4       | 8     |
| 7   | 14 | Fernando Alonso   | McLaren-Honda        | 61   | +1'29"198                  | 9       | 6     |
| 8   | 11 | Sergio Pérez      | Force India-Mercedes | 61   | +1'51"062                  | 17      | 4     |
| 9   | 26 | Daniil Kvjat      | STR-Ferrari          | 61   | +1'51"557                  | 7       | 2     |
| 10  | 20 | Kevin Magnussen   | Renault              | 61   | +1'59"952                  | 15      | 1     |
| 11  | 21 | Esteban Gutiérrez | Haas-Ferrari         | 60   | +1 giro                    | 13      |       |
| 12  | 19 | Felipe Massa      | Williams-Mercedes    | 60   | +1 giro                    | 11      |       |
| 13  | 12 | Felipe Nasr       | Sauber-Ferrari       | 60   | +1 giro                    | 16      |       |
| 14  | 55 | Carlos Sainz Jr.  | STR-Ferrari          | 60   | +1 giro                    | 6       |       |
| 15  | 30 | Jolyon Palmer     | Renault              | 60   | +1 giro                    | 18      |       |
| 16  | 94 | Pascal Wehrlein   | Manor-Mercedes       | 60   | +1 giro                    | 19      |       |
| 17  | 9  | Marcus Ericsson   | Sauber-Ferrari       | 60   | +1 giro                    | 14      |       |
| 18  | 31 | Esteban Ocon      | Manor-Mercedes       | 59   | +2 giri                    | 21      |       |
| Rit | 22 | Jenson Button     | McLaren-Honda        | 43   | Freni                      | 12      |       |
| Rit | 77 | Valtteri Bottas   | Williams-Mercedes    | 35   | Surriscaldamento           | 10      |       |
| Rit | 27 | Nico Hülkenberg   | Force India-Mercedes | 0    | Collisione con C.Sainz Jr. | 8       |       |
| NP  | 8  | Romain Grosjean   | Haas-Ferrari         | 0    | Freni                      | 20      |       |

## Classifiche mondiali

### Piloti
| Pos | Pilota            | Punti |
| --- | ----------------- | ----- |
| 1   | Nico Rosberg      | 273   |
| 2   | Lewis Hamilton    | 265   |
| 3   | Daniel Ricciardo  | 179   |
| 4   | Sebastian Vettel  | 153   |
| 5   | Kimi Räikkönen    | 148   |
| 6   | Max Verstappen    | 129   |
| 7   | Valtteri Bottas   | 70    |
| 8   | Sergio Pérez      | 66    |
| 9   | Nico Hülkenberg   | 46    |
| 10  | Felipe Massa      | 41    |
| 11  | Fernando Alonso   | 36    |
| 12  | Carlos Sainz Jr.  | 30    |
| 13  | Romain Grosjean   | 28    |
| 14  | Daniil Kvjat      | 25    |
| 15  | Jenson Button     | 17    |
| 16  | Kevin Magnussen   | 7     |
| 17  | Pascal Wehrlein   | 1     |
| 18  | Stoffel Vandoorne | 1     |

### Costruttori
| Pos | Costruttore          | Punti |
| --- | -------------------- | ----- |
| 1   | Mercedes             | 538   |
| 2   | Red Bull-TAG Heuer   | 316   |
| 3   | Ferrari              | 301   |
| 4   | Force India-Mercedes | 112   |
| 5   | Williams-Mercedes    | 111   |
| 6   | McLaren-Honda        | 54    |
| 7   | Toro Rosso-Ferrari   | 47    |
| 8   | Haas-Ferrari         | 28    |
| 9   | Renault              | 7     |
| 10  | Manor-Mercedes       | 1     |

## Decisioni della FIA
Esteban Ocon, oltre alla penalità di cinque secondi comminatagli in gara, subisce la decurtazione di due punti sulla Superlicenza per aver superato in regime di Safety Car.